# Vasilios Metalos
Vasilios Metalos (in greco Βασίλιος Μέταλος?; fl. XX secolo) è stato un tiratore di fune greco.
Partecipò alla gara di tiro alla fune dei Giochi olimpici di Saint Louis 1904. La sua squadra, il Panellinios GS di Atene, fu sconfitto dagli americani del St. Louis Southwest Turnverein No. 1 al primo turno.